# Liste des évêques de Lamezia Terme
Cette liste recense les évêques qui se sont succédé sur le siège épiscopal de Nicastro depuis le XIe siècle. Le 4 janvier 1968, la commune de Nicastro s'unit avec Sambiase et Sant'Eufemia Lamezia pour donner la ville de Lamezia Terme. C'est pour cela que le 30 septembre 1986, par un décret de la congrégation pour les évêques, le diocèse prend son nom actuel de diocèse de Lamezia Terme tout en conservant son nom latin du fait de son histoire. 

## Évêques de Lamezia Terme
- Andrea (XIe siècle)
- Riccardo (XIe siècle)
- Enrico (documenté en 1094 et 1123)
- Ugo (mentionné en 1124)
- Guido (documenté en 1168 et 1179)
- Boemondo (documenté en 1194)
- Anonyme (documenté 1198 et 1199)
- Ruggero (documenté en 1202)
- Anonyme (documenté en 1215 et 1219)
- Taddeo (documenté en 1222)
- Urso (1239-1240)
- Gualtiero di Cosenza (1241-1248)
- Samuele, O.F.M (1252-1255)
- Bernardo (documenté en 1256 et 1258)
- Leonardo (1266-1272)
- Roberto (1274/1275-1279) déposé
- Tancredi di Montefuscolo, O.F.M (1279-1290), déposé
- Nicola, O.S.B (1299-1320)
- Pietro di Scalea, O.F.M (1320-1323)
- Ambrogio (1323-1333)
- Giovanni de Prestoa, O.F.M (1333- ?)
- Nicolò (mentionné en 1344)
  - Jacopo (1380-1390), nommé antiévêque de Reggio
- Manfredi (1380- ?)
- Angelo (1387- ?)
- Giuliano, O.F.M (1388- ?)
  - Carluccio Cicala (1390- ?), antiévêque
- Giacomo Castelli, O.F.M.Conv (1390-1394)
- Roberto Mazza (1394-1398)
- Giacomo (1398- ?)
- Gentile Maccafani (1399-1418), nommé évêque de Sessa Aurunca
- Paolo (1418-1431)
- Giovanni de Paganis (1431-1451)
- Roberto, O.F.M (1451-1473)
- Antonio, O.S.B (1473-1488)
- Pietro Sonnino (1489-1490)
- Antonio Lucidi (1490-1494)
- Bartolomeo de Luna (1495-1497)
- Francesco Roccamura (1497-1504)
- Nicolò Capranica (1504-1517)
  - Franciotto Orsini (1517-1518), administrateur apostolique
  - Andrea Della Valle (1518-1518), administrateur apostolique
- Antonio De Paola (1518-1523), nommé évêque de Catanzaro
- Girolamo De Paola (1523-1530), nommé évêque de Catanzaro
  - Andrea Della Valle (1530-1530), administrateur apostolique pour la seconde fois
- Giovan Pietro Ricci (1530- ?)
  - Antonio Maria del Monte (1530-1533), administrateur apostolique
- Nicola Regitano (1533-1533)
- Paolo Capizucchi (1533-1539)
- Marcello Cervini (1539-1540), nommé évêque de Reggio d'Émilie, deviendra pape sous le nom de Marcel II
  - Giacomo Savelli (1540-1554), administrateur apostolique
  - Mariano Savelli (1554-1556), nommé évêque de Gubbio (évêque élu)
  - Giacomo Savelli (1556-1560), administrateur apostolique pour la seconde fois
- Giovanni Antonio Facchinetti (1560-1575), élu pape avec le nom d'Innocent IX
- Ferdinando Spinelli (1575-1581), nommé évêque de Policastro
- Alessandro Ravadio (1582-1585)
- Clemente Bontodasio, O.F.M.Conv (1586-1594)
- Pietro Francesco Montorio (1594-1620)
- Ferdinando Confalone (1621-1624)
- Baldassarre Bolognetti, O.S.M (1624-1629)
- Alessandro Castracani (1629-1632)
- Giovan Battista Curiale (1632-1635)
- Domenico Ravenna (1635-1637)
- Marco Antonio Mondosio (1637-1638)
- Giovan Tommaso Perrone (1639-1677)
  - Siège vacant (1677-1680)
- Francesco Tansi (1680-1692)
- Nicola Cirillo (1692-1709)
  - Siège vacant (1709-1718)
- Giovanni Carafa, C.R (1718-1719), nommé évêque de Calvi
- Domenico Angeletti (1719-1731)
- Francesco Maria Loyero (1731-1736)
- Achille Puglia (11 febbraio 1737-1773)
- Francesco Paolo Mandarani (1773-1796)
- Carlo Pellegrini (1798-1818)
- Gabriele Papa (1819-1824), nommé archevêque de Sorrente
- Nicola Berlingieri (1825-1854)
- Giacinto Maria Barberi, O.P (1854-1891)
- Domenico Maria Valensise (1891-1902)
- Giovanni Régine (1902-1915), nommé archevêque de Trani et Barletta
- Eugenio Giambro (1916-1955)
- Vincenzo Maria Jacono (1955-1961)
- Vittorio Moietta (1961-1963)
- Renato Luisi (1963-1968), nommé évêque titulaire de Catula (de)
- Ferdinando Palatucci (1968-1982), nommé archevêque archevêque d'Amalfi et évêque de Cava de' Tirreni
- Vincenzo Rimedio (1982-2004)
- Luigi Antonio Cantafora (2004-2019)
- Giuseppe Schillaci (2019-2022) nommé évêque du diocèse de Nicosia
- Serafino Parisi (2022- )

## Sources
- « Diocese of Lamezia Terme », sur www.catholic-hierarchy.org